# Voo Avianca 52
O voo Avianca 52 foi uma rota internacional de passageiros entre o Aeroporto Internacional John Kennedy em Nova Iorque e o Aeroporto Internacional El Dorado de Bogotá. No dia 25 de janeiro de 1990, a aeronave operada pela Avianca caiu durante sua aproximação final, em Cove Neck, Long Island, Nova Iorque por falta de combustível.

## Aeronave
O avião era um Boeing 707-321B, de prefixo HK-2016, equipado com quatro motores Pratt & Whitney JT3D-3B. Havia feito seu primeiro voo em 1967 e desde então acumulava mais de 61.100 horas de voo. O acidente provocou danos irreparáveis na estrutura e ele nunca mais voou novamente.

## Acidente
Quando aproximava-se de Nova Iorque, devido a condições atmosféricas desfavoráveis, a aeronave foi instruída a realizar três holding paterns (manobra em que o avião realiza movimentos de espera circulares em um ponto específico) que juntos somaram mais de uma hora. Após finalmente receberem autorização para interceptar e pousar via instrumentos na pista 22L, tiveram de realizar um procedimento de arremetida novamente devido ao mau tempo e a ocorrência de windshear. Alguns minutos depois, o controle de tráfego aéreo vetorou o avião para uma nova aproximação, quando os motores 03 e 04 (do lado direito, visto do comandante) pararam de funcionar por falta de combustível. Assim, às 21:34 houve a colisão com um morro em uma área residencial, vitimando 73 das 158 pessoas a bordo.

## Conclusões
As investigações do NTSB (National Transportation Safety Board) indicaram uma falha dos pilotos ao tentar comunicar-se claramente com o controle aéreo e esclarecer sua situação, pois requisitaram apenas prioridade mas não declararam emergência de combustível em nenhum momento. Além disso as condições meteorológicas ruins atrasaram e dificultaram o pouso, fazendo com que consumisse uma maior quantidade de combustível. Por último, o cansaço e estresse dos comandantes para pousar mais rapidamente também foi um fator considerável. 